# Picket Fences
Picket Fences es una serie de televisión estadounidense transmitida desde 1992 hasta 1996 en la cadena FOX. Creada por David E. Kelley, el programa fue protagonizado por Tom Skerritt, Kathy Baker, Don Cheadle, Holly Marie Combs, Justin Shenkarow, Adam Wylie, Lauren Holly, Costas Mandylor, Fyvush Finkel y Ray Walston.
La serie seguía la vida de los residentes de la pequeña ciudad de Roma (Wisconsin) donde algunas cosas raras ocurren, incluyendo que vacas daban a luz a pequeños bebés humanos y una cantidad bastante grande de personas que mueren congeladas.
Durante el desarrollo de la serie, se tratan temas bastante controvertidos como el aborto, la homosexualidad, la creencia en Dios, la ética médica, la combustión espontánea humana y los derechos constitucionales.
El programa, en ocasiones, mantenía una audiencia estable en el horario estelar y una alta fluctuación de audiencia. Ganó catorce Premios Emmy y un Premio Globo de Oro en sus cuatro temporadas.

## Personajes Principales
- Tom Skerritt como Sheriff Jimmy Brock.
- Kathy Baker como Dr. Jill Brock.
- Lauren Holly como Oficial Maxine Stewart.
- Costas Mandylor como Oficial Kenny Lacos.
- Holly Marie Combs como Kimberly Brock.
- Justin Shenkarow como Matthew Brock.
- Adam Wylie como Zack Brock.
- Fyvush Finkel como Douglas Wambaugh.
- Kelly Connell como Carter Pike.
- Zelda Rubinstein como Ginny Weedon.
- Don Cheadle como D.A. John Littleton
- Marlee Matlin como Mayor Laurie Bey.
- Ray Walston como Juez Henry Bone.